# Xylopteryx doto
Xylopteryx doto är en fjärilsart som beskrevs av Louis Beethoven Prout 1925. Xylopteryx doto ingår i släktet Xylopteryx och familjen mätare. Inga underarter finns listade i Catalogue of Life.